# Valeska Suratt
Valeska Suratt, ameriška igralka, *28. junij 1882, Owensville, Indiana, † 2. julij 1962, Washington, D.C..
Surattova je največjo slavo dosegla kot igralka v nemih filmih. Vseh 11 filmov, v katerih je nastopila, je danes izgubljenih. Večina jih je zgorela leta 1937 v požaru arhiva družbe Fox.

## Igralska kariera
Kariero je začela okoli leta 1900 kot gledališka igralka na odrih Chicaga. Leta 1906 je premierno nastopila na Broadwayu, ko je dobila vlogo v muzikalu The Belle of Mayfair.
Leta 1915 je podpisala prvo pogodbo z družbo Fox. Surattova je dobila sloves t.i. vamp ženske, zaradi česar je dobivala predvsem vloge eksotičnih zapeljivk. Njena prva vloga je bila v filmu The Soul of Broadway leta 1915. V tem filmu naj bi nosila več kot 150 oblek, od katerih je vsaka stala 25.000 dolarjev.

## Nastopi na Broadwayu
| Datum                             | Produkcija                       | Vloga                | Opombe |
| --------------------------------- | -------------------------------- | -------------------- | ------ |
| 3. december 1906 – 30. marec 1907 | The Belle of Mayfair             | Duchess of Dunmow    |        |
| 10. oktober – 7. december 1907    | Hip! Hip! Hooray!                | Mrs. Vera Shapeleigh |        |
| 25. april – maj 1910              | The Girl with the Whooping Cough |                      |        |
| 2. junij – september 1911         | The Red Rose                     | Lola                 |        |
| 6. julij – 9. september 1922      | Spice of 1922                    |                      |        |

## Filmografija
| Leto | Naslov                 | Vloga                          | Opombe    |
| ---- | ---------------------- | ------------------------------ | --------- |
| 1915 | The Soul of Broadway   | Grace Leonard, aka La Valencia | Izgubljen |
| 1915 | The Immigrant          | Masha                          | Izgubljen |
| 1916 | The Straight Way       | Mary Madison                   | Izgubljen |
| 1916 | Jealousy               | Anne Baxter                    | Izgubljen |
| 1916 | The Victim             | Ruth Merrill                   | Izgubljen |
| 1917 | The New York Peacock   | Zena                           | Izgubljen |
| 1917 | She                    | Ayesha, aka "She"              | Izgubljen |
| 1917 | The Slave              | Caroline                       | Izgubljen |
| 1917 | The Siren              | Cherry Millard                 | Izgubljen |
| 1917 | Wife Number Two        | Emma Rolfe                     | Izgubljen |
| 1917 | A Rich Man's Plaything | Marie Grandon                  | Izgubljen |